# 梭绒盘菌目
梭绒盘菌目为梭绒盘菌目的一科真菌。

## 下属分类
- Ascocorticiaceae
- 梭绒盘菌科 Medeolariaceae

梭绒盘菌目下未指定科的属：
- Coleophoma